# 髢

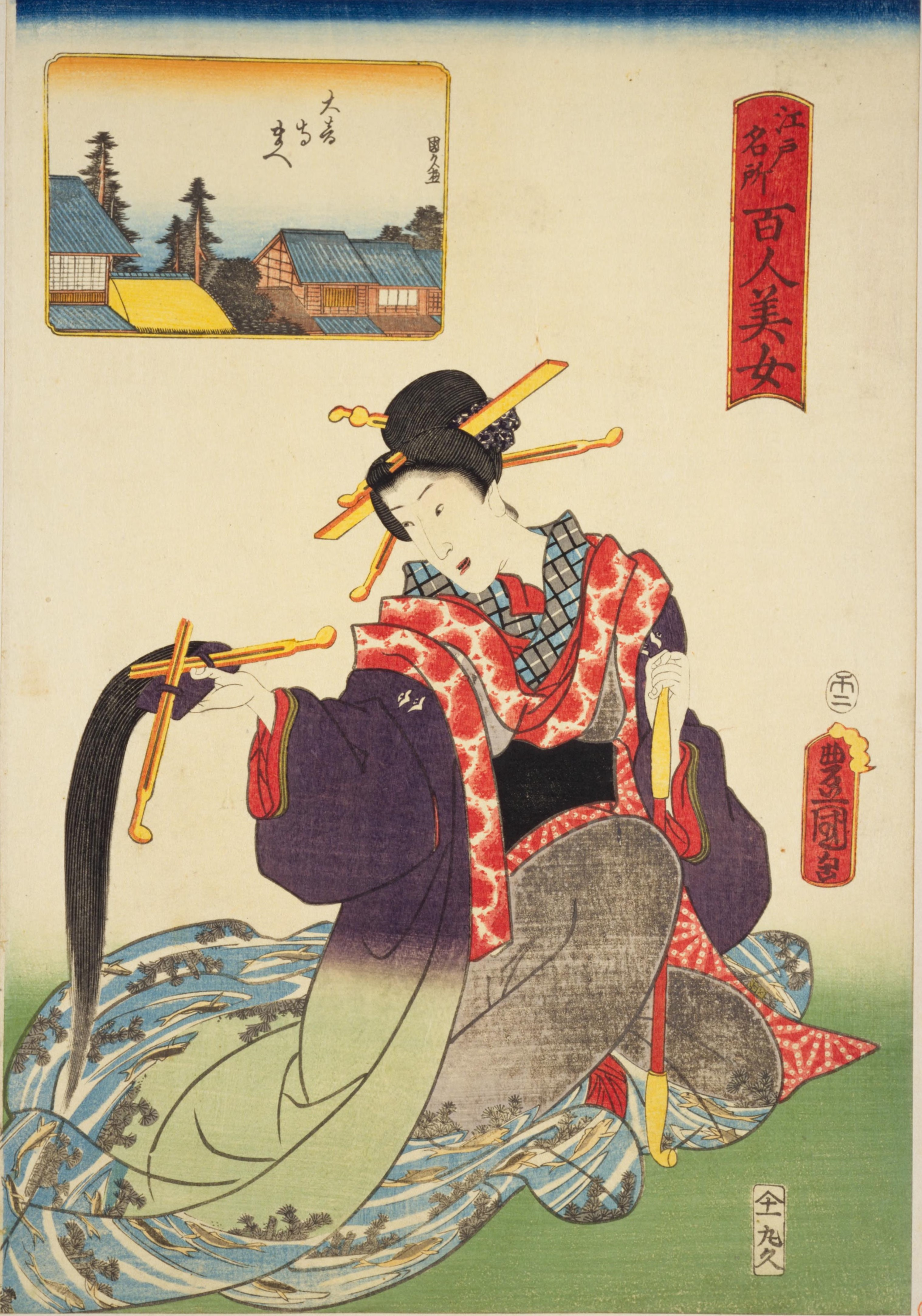
髢をもつ女性。歌川国貞「江戸名所百人美女 大音寺まへ」（1858年）より

髢（かもじ・髪文字）とは、髪を結ったり垂らしたりする場合に地毛の足りない部分を補うための添え髪・義髪のこと。

## 概要
今日では、日本の女性がいわゆる日本髪を結う際に用いることが多い。人毛のほか、牛の尻尾の毛が使われる。
頭部全体にかぶる「かつら」とは別物であるが古くは両者に明確な区分はなかったと言われ、語源としては「かつら」の女房言葉表現として用いられた髪あるいはかつらに“文字”を付け加えた「か文字」という言葉に由来していると言われている。そのため、今日でも「髪文字」という当て字表現が用いられる場合がある。
古来より髪を結う際に形を整えるために用いたと言われており、記紀においては天鈿女命が天岩戸の前で神がかりを行うために「真拆の葛」（テイカカズラの蔓と言われている）を頭部にまとったのがかもじ・かつらの原型であるとも言われている。律令制で六位以下の女性の服制にあった「義髻（ぎけい）」と呼ばれる義髪もかもじの一種であるとされている。平安時代では女性が髪を垂らすためにかもじを補ったとされる。後においては結髪・垂髪両方に用いられるようになり、結髪においては髷の根元部分に用いた「根髢（ねかもじ）」や鬢を補うために用いた蓑状の「鬢蓑（びんみの）」などがよく知られ、垂髪においては宮廷で行われたおすべらかしにおいて髪を後ろに垂らすために用いた「長髢（ながかもじ）」や前髪を平額にするための「丸髢（まるかもじ）」などが用いられていた。
江戸時代には髢を専門に扱う「髢屋」が現れた。風でクルクル回る大きな筆看板が目印で、女性が売った髪や、洗髪で抜け落ちた髪をまとめ買いする「漉き髪買い」が集めた人毛が用いられた。
昭和に入ると、日本髪の減少とともにかもじも用いられなくなり、一般においては日本髪にする際にもかつらが代わりに用いられる場合が多い。ただし、神社の巫女などの場合、長髪の女性でもより黒く豊かに見せるためにかもじを付ける場合がある。
大相撲で床山が力士の髪を結う時に使う櫛の一つである梳き櫛にはフケなど髪の毛に付いた細かい汚れを取るため髢が取り付けられている。